# École centrale de Lyon
École centrale de Lyon – prestiżowa uczelnia francuska zaliczana do grandes écoles, która mieści się w Écully na przedmieściach Lyonu. Została założona w 1857 roku.

## Słynny absolwent
- Paul-Émile Victor, francuski naukowiec, etnolog